# Календери
Календери су насељено мјесто у општини Костајница, Република Српска, БиХ. Према попису становништва из 1991. у насељу је живјело 176 становника.

## Географија
Календери се налазе у подручју Горњег платоа општине Костајница, тј. њеног брдског-брежуљкастог дијела. Теритрорија насеља је испресјецана потезима шума и шумарака, мјестимичних ливада, те појаса посијаних са кукурузом, зоби и јечмом.

## Физиономија насеља
Ово насеље је насеље руралног и разбијеног типа. Дјеломично се насеље наставља на село Горњу Слабињу.

## Пољопривреда
Мјештани овог насеља се превасходно баве пољпоривредом и то пољпопривредом екстензивног типа, првенствено за властите потребе. Ту се сију одређене површине кукурузом, јечмом и зоби, те се гаји стока попут домаћег говечета, оваца и коза. Такође се неки мјештани баве и воћарством и то са узгојем јабука, крушака и сл.

## Историја
Од археолошких налазишта може се пронаћи у овоме насељу тзв. Црквина-Календери. Овај археолошки објекат је представљао цркву из средњег вијека са гробљем.

## Образовање
Због смањења броја ученика у школској 2009/10 затворено је подручно одјељење основне школе у насељу Календери (школа се сада користи као алтернативни смјештај).

## Становништво
Према попису становништва из 1991. године, мјесто је имало 176 становника.
| Демографија | Демографија | Демографија |
| Година      | Становника  | Становника  |
| ----------- | ----------- | ----------- |
| 1948.       | 438         |             |
| 1953.       | 412         |             |
| 1961.       | 358         |             |
| 1971.       | 282         |             |
| 1981.       | 217         |             |
| 1991.       | 176         |             |